# Кенсінгтон і Челсі
Ке́нсінгтон і Че́лсі (англ. Royal Borough of Kensington and Chelsea) є одним з районів Лондона і утворює західну частину центру британської столиці. Утворений 1965 року, при утворенні Великого Лондона з двох районів колишнього графства Лондон — Кенсінгтона та Челсі. Приставка «Royal Borough (Королівський округ)» нагадує про те, що район Кенсінгтон в минулому був особистим королівським володінням.

## Населення
Чисельність населення в окрузі Кенсінгтон і Челсі становить 178.600 осіб. При площі 12,13 км² він є найщільнішим населеним округом Великої Британії з середньою щільністю населення 13.608 чол./км². За походженням жителі округу Кенсінгтон і Челсі: білі — 78,6 %, вихідці з Південної Азії — 4,9 %, негри — 7,0 %, китайці — 1,6 %.

## Райони
- Бромптон
- Вест-Бромптон
- Голланд-Парк
- Ерлс Корт
- Кенсінгтон
- Норт-Кенсінгтон
- Ноттінг-Гілл
- Саут-Кенсінтон
- Челсі